# Barvinkove
Barvinkove (em ucraniano:   Барвінкове) é uma cidade da Ucrânia, situada no Oblast de Carcóvia. Tem 22,1 km² de área e sua população em 2020 foi estimada em 8.309 habitantes.